# 朝鮮巫教

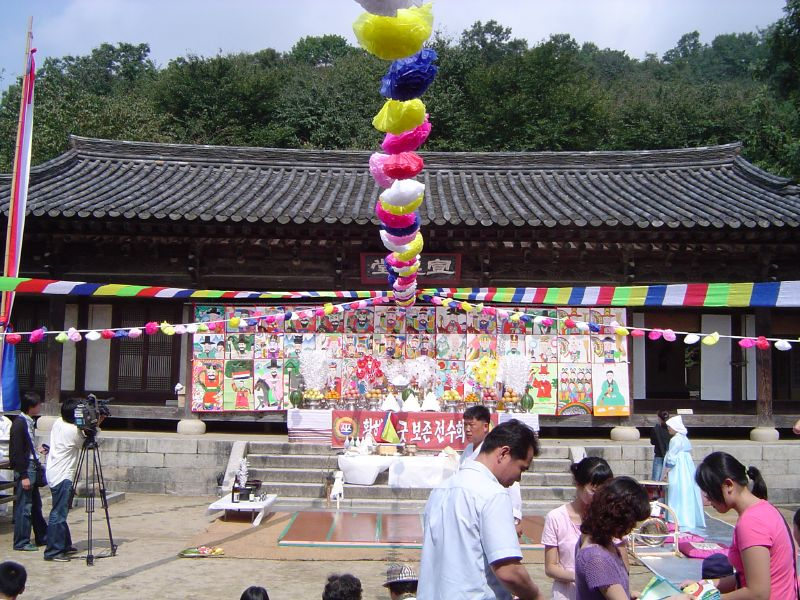
首尔韓國民俗村的巫教庆典

朝鲜巫教也稱為巫堂（韓語；무속，巫俗），是朝鲜半岛的本土宗教。与原始巫覡宗教不同的是，自从儒家、佛教和道教进入朝鲜半岛，其巫覡宗教教义多混有儒释道色彩。
现在位于朝鲜半岛南部的济州岛，是如今巫教保留得最完整的地区之一。在李氏朝鲜时期这些人是两班眼里的贱民。
朝鲜巫教過去曾遭受日本殖民政府和大韓民國朴正熙政權的壓制，直到全斗煥政府上台才得到喘息並迅速發展。

## 中国朝鲜族
1980年至1984年，吉林省社科院及吉林省艺术研究所曾在安图县、双阳县、辉南县等地调查中国朝鲜族的巫堂文化。目前，中国朝鲜族的巫堂文化日益消失，仅在安图县长兴乡的朝鲜族老人中尚有保存一些巫堂歌舞活动。

## 图册

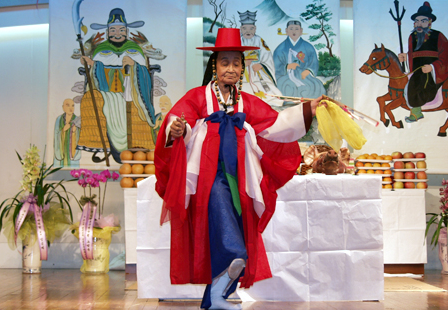
巫堂（朝鲜女性萨满）举行跳神仪式（굿）安慰死去灵魂，以防止其作祟
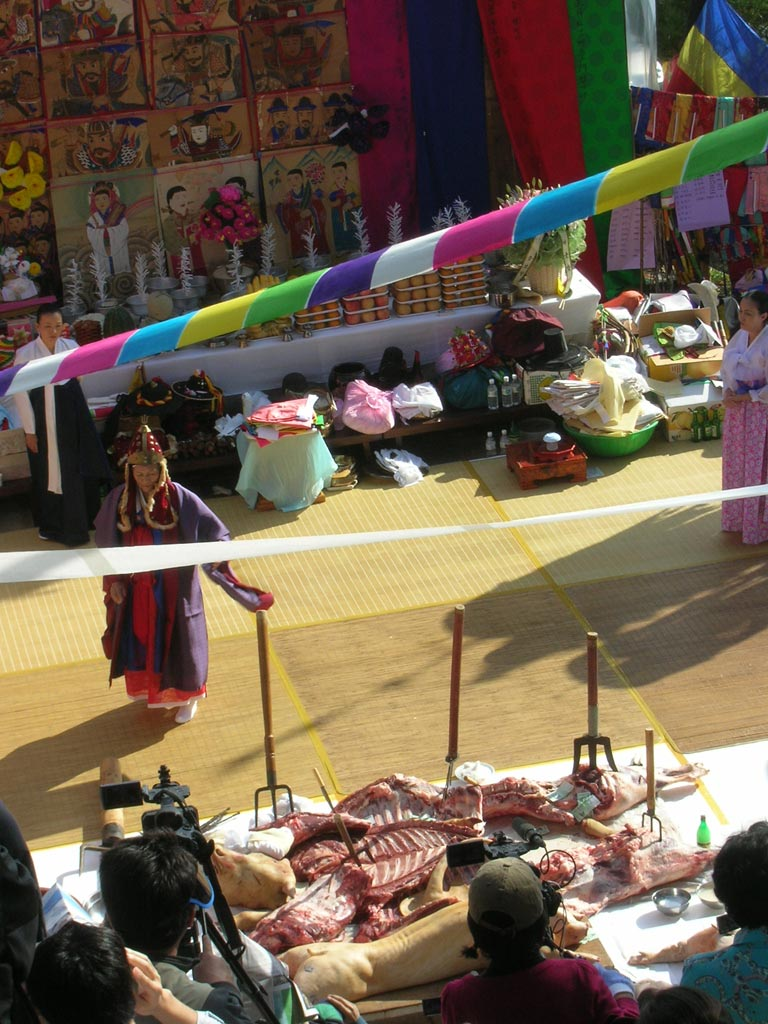
2007年10月韩国巫堂长达五日的跳神仪式（굿）
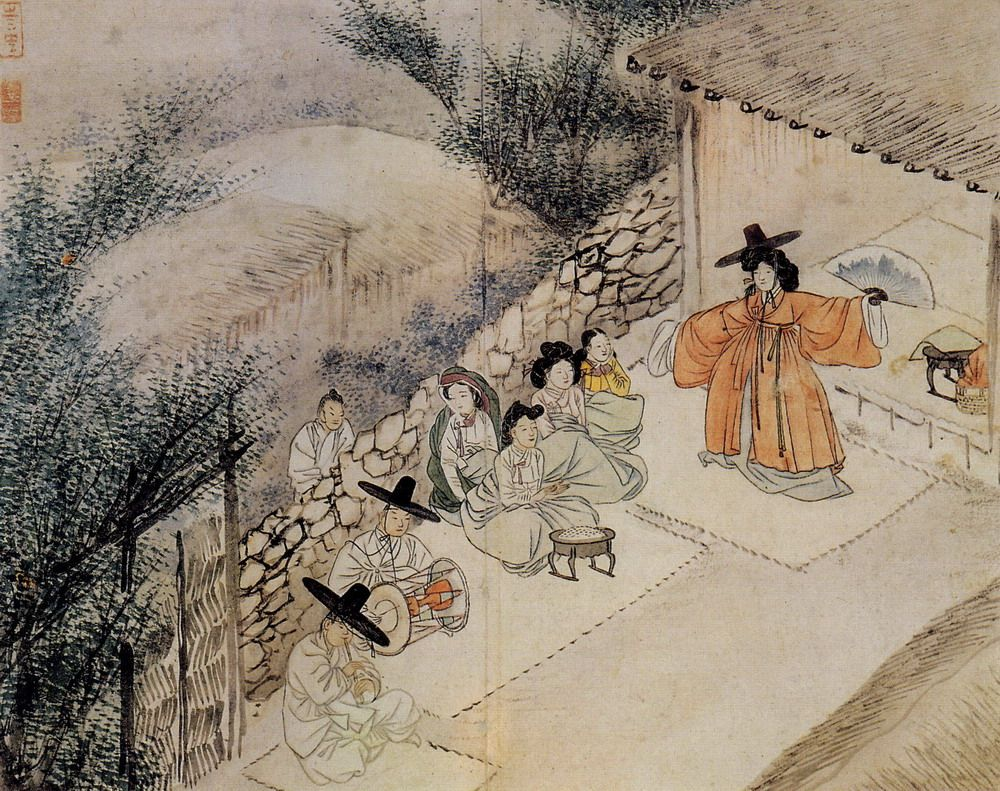
申润福《蕙園風俗圖帖》中的巫女神舞图
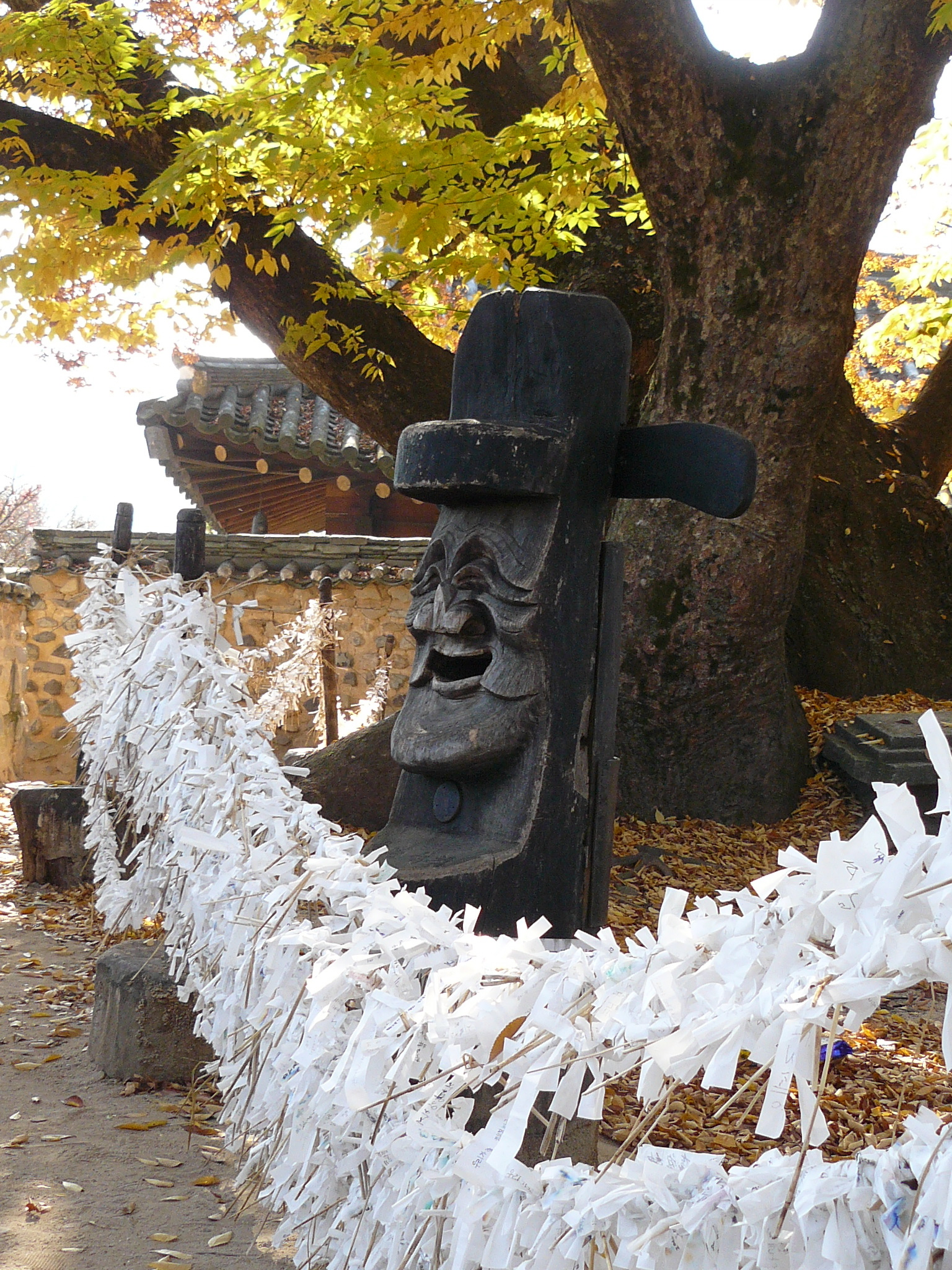
韩国安东市河回村的长栍
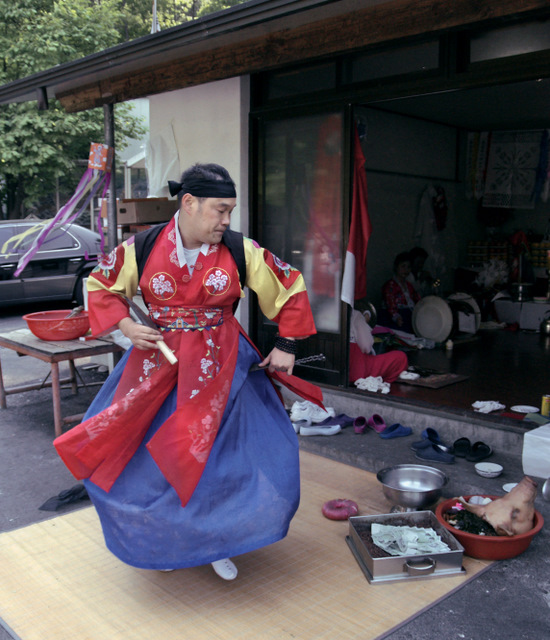
一名男巫（박수）正在作法（굿）